# Ледена епоха 4: Континентален дрейф
„Ледена епоха 4: Континентален дрейф“ (на английски: Ice Age: Continental Drift) е американска компютърна анимация от 2012 година, продуциран от Blue Sky Studios, разпространен от 20th Century Fox, продължение на „Ледена епоха 3: Зората на динозаврите“ (2009) и четвъртия филм от едноименната поредица. Филмът е режисиран от Стив Мартино и Майкъл Търмейър по сценарий на Майкъл Бърг и Джейсън Факс. Озвучаващия състав се състои от Рей Романо, Джон Легуизамо, Денис Лиъри, Куин Латифа, Шон Уилям Скот, Джош Пек, Крис Уедж, Кики Палмър, Ники Минаж, Дрейк, Дженифър Лопес, Джош Гад и Питър Динклидж.
Премиерата на филма е на 13 юли 2012 г., и е първия филм на поредицата да бъде представен във формат 2:40:1. Филмът получи смесени отзиви и спечели 877 милиона долара по света. Продължението „Ледена епоха 5: Големият сблъсък“, е пуснат през 2016 г.

## Актьорски състав
- Рей Романо – Мани
- Джон Легуизамо – Сид
- Денис Лиъри – Диего
- Куин Латифа – Ели
- Джош Пек – Еди
- Шон Уилям Скот – Краш
- Крис Уедж – Скрат
- Кики Палмър – Прасковка
- Уанда Сайкс – Баба
- Дженифър Лопес – Шира
- Питър Динклидж – Капитан Гът
- Ники Минаж – Стефи
- Дрейк – Итън
- Джош Гад – Луис
- Джой Бейхар – Майката на Сид
- Ник Фрост – Флин
- Кунал Наяр – Гупта
- Патрик Стюарт – Арискратъл

## Продукция
Първите детайли на продължението са обявени на 10 януари 2010 г., когато Ню Йорк Таймс съобщи, че Blue Sky работи по четвъртия филм и води преговори с озвучаващия състав. По-късно Фокс обяви, че „Ледена епоха 4: Континентален дрейф“ ще се излъчи на 13 юли 2012 г.

## Пускане
Премиерата на филма е на 20 юни 2012 г. в Барселона, на 27 юни 2012 г. в Белгия, Египет, Франция, Швейцария и Тринидад и е пуснат на 13 юли 2012 г. в САЩ. Филмът е придружен от късометражния анимационен филм The Longest Daycare, с участието на Маги Симпсън.

### Домашна употреба
„Ледена епоха 4: Континентален дрейф“ е пуснат на DVD, Blu-ray и Blu-ray 3D на 11 декември 2012 г.